# Куликово (Дмитровский городской округ)
Куликово — село в Дмитровском районе Московской области России, административный центр сельского поселения Куликовское.

## Население
| 1859 | 1890 | 1926  | 2002  | 2006  | 2010  |
| ---- | ---- | ----- | ----- | ----- | ----- |
| 682  | ↗944 | ↗1290 | ↗1373 | ↗1382 | ↗1448 |

## География
Расположено примерно в 18 км к северо-западу от города Дмитрова. В селе 7 улиц и 1 квартал. Ближайшие населённые пункты — посёлок Луговой (с Николо-Пешношским монастырём) и деревня Клюшниково. Связано автобусным сообщением с районным центром.

## История
В ноябре 1547г. была дана «новая грамота жалованная» на село Куликово с деревнями и пустошами Дмитровского уезда Мих. Ив. Кубенскому
В «Списке населённых мест» 1862 года Куликово — казённое село 2-го стана Дмитровского уезда Московской губернии между Кашинским и Клинским трактами, в 25 верстах от уездного города, при колодце, с 76 дворами и 682 жителями (315 мужчин, 367 женщин).
По данным на 1890 год входило в состав Караваевской волости Дмитровского уезда, число душ составляло 944 человека.
В 1913 году — 136 дворов, земское училище, церковно-приходская школа и казённая винная лавка.
По материалам Всесоюзной переписи населения 1926 года — центр Куликовского сельсовета Рогачёвской волости Дмитровского уезда, проживало 1290 жителей (571 мужчина, 719 женщин), насчитывалось 240 хозяйств.
С 1929 года — населённый пункт в составе Дмитровского района Московской области.
До муниципальной реформы 2006 года — центр Куликовского сельского округа.

## Достопримечательности
- Церковь Покрова Пресвятой Богородицы, построенная в 1807 году в стиле классицизма — кирпичное здание типа восьмерик на четверике[16]. Памятник архитектуры местного значения[17].
- Братская могила советских воинов, погибших в 1941—1942 гг. в Великую Отечественную войну. Памятник истории местного значения[18].

## Известные люди
В селе родился юрист Семён Иванович Любимов.